# Papadzul
Los papadzules son un platillo tradicional de origen maya de la Gastronomía de Yucatán, Campeche y Quintana Roo, en México . 
Es un plato relativamente sencillo que consiste en tortillas de maíz rellenas de huevo cocido (a manera de tacos) y bañados con una salsa verde de pepitas de calabaza y salsa de tomate con chile habanero. Aunque la receta original no lo incluya pueden adornarse con cebolla morada y chile habanero picados. Es un guiso común en los estados de Yucatán, Campeche y Quintana Roo. Existen platos similares llamados genéricamente "empipianadas" en los estados de Veracruz e Hidalgo. [cita requerida]

#### Etimología
Aunque tradicionalmente el nombre de este plato se traduce como el alimento del amo (del maya yucateco papa, alimento, y Ts'ul, amo o caballero, el divulgador Yucateco Rafael Gómez Chí  refiere que según el antropólogo Alfredo Barrera Vásquez la palabra viene de pakab y sul vocablos que significan untar y embarrar, respectivamente, o bien embarrado y remojado (de papak, embarrar, y zul, remojar). 